# Christa Kranzl

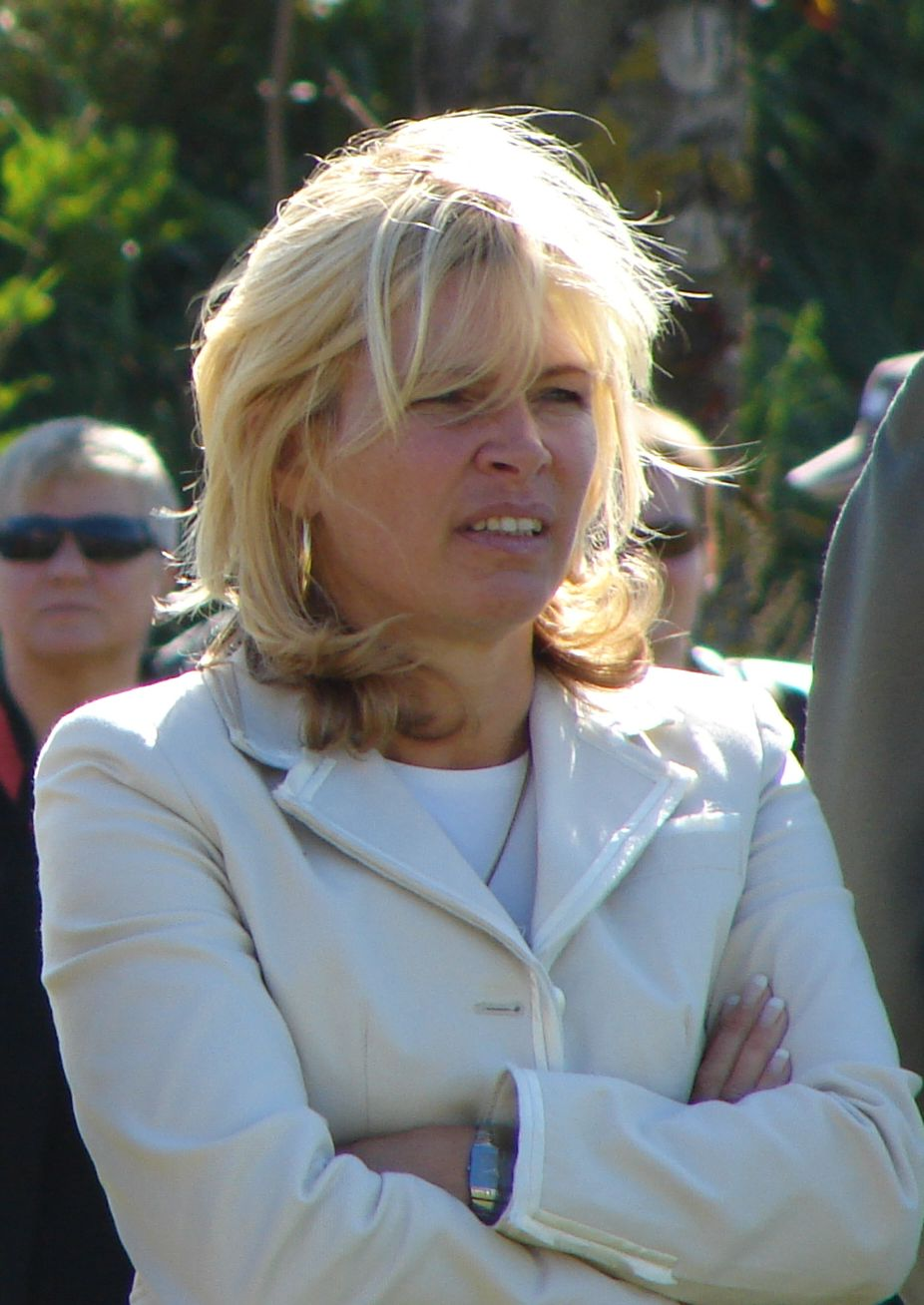
Christa Kranzl im September 2006

Christa Kranzl (* 19. April 1960 in Gottsdorf) ist eine österreichische Politikerin (SPÖ). Im Kabinett Gusenbauer war sie als Staatssekretärin im Bundesministerium für Verkehr, Innovation und Technologie tätig. Kranzl wurde im Juli 2011 aus der Partei ausgeschlossen, weil sie in ihrem Heimatort Persenbeug-Gottsdorf mit einer eigenen Liste gegen die SPÖ-Liste kandidierte.

## Leben
Christa Kranzl besuchte die Volksschule in Gottsdorf, anschließend absolvierte sie die Matura am BG/BRG Wieselburg. Von 1978 bis 1991 war sie Gemeindebedienstete und Standesbeamtin bei der Marktgemeinde Persenbeug-Gottsdorf. Mit ihrem Gatten gründete sie 1991 einen Tischlereibetrieb.
Sie absolvierte einen über das Studienzentrum Hohe Warte in Wien vermittelten Masterlehrgang in „Executive Sales Management“ und erwarb ebenso über das Studienzentrum Hohe Warte in Wien den „Doktor der Wissenschaften für Internationales Management“, der ihr von der serbischen Privatuniversität „European University Belgrad“ verliehen wurde.
Seit Juni 2009 betreibt sie ein Unternehmen für Unternehmungsberatung, Förderberatung und Marketing.

## Privates
Kranzl ist verheiratet und Mutter von zwei Söhnen.

## Politische Stationen
- 1987 wurde sie in den Gemeinderat der Marktgemeinde Persenbeug-Gottsdorf gewählt und wurde Mitglied des Gemeindevertreterverbandes des Bezirkes Melk.
- 1988 wurde sie Mitglied des SPÖ-Bezirksparteivorstandes
- 1989–2005 Vizebürgermeisterin von Persenbeug-Gottsdorf
- 1990 Mitglied des Gemeindevertreterverbandes der SPÖ Niederösterreich
- 1997 Mitglied im Landesfrauenkomitee der SPÖ Niederösterreich und Landespartei-Vorsitzendestellvertreter
- von 18. November 1999 bis 2007 niederösterreichische Landesrätin, zuletzt für Schulen, soziale Verwaltung und Konsumentenschutz
- von 11. Jänner 2007 bis 2. Dezember 2008 Staatssekretärin im Bundesministerium für Verkehr, Innovation und Technologie (Bundesminister war damals Werner Faymann)
- 2010 Listenführerin der Liste Christa Kranzl in Persenbeug-Gottsdorf, mit der sie vier Mandate bekam.
- 2021 Austritt aus der SPÖ.[5]

## Auszeichnungen
- 2023: Silbernes Komturkreuz mit dem Stern des Ehrenzeichens für Verdienste um das Bundesland Niederösterreich[6]